# Štulac, Vrnjačka Banja
Štulac (izvirno srbsko Штулац) je naselje v Srbiji, ki upravno spada pod Občino Vrnjačka Banja; slednja pa je del Raškega upravnega okraja.

## Demografija
V naselju živi 914 polnoletnih prebivalcev, pri čemer je njihova povprečna starost 40,2 let (37,8 pri moških in 42,6 pri ženskah). Naselje ima 348 gospodinjstev, pri čemer je povprečno število članov na gospodinjstvo 3,28.
To naselje je, glede na rezultate popisa iz leta 2002, večinoma srbsko.
|  |

| Demografija | Demografija     | Demografija     |
| Leto        | Št. prebivalcev | Št. prebivalcev |
| ----------- | --------------- | --------------- |
|             |                 |                 |
|             |                 |                 |
|             |                 |                 |
|             |                 |                 |
| 1948        | 633             |                 |
| 1953        | 822             |                 |
| 1961        | 854             |                 |
| 1971        | 878             |                 |
| 1981        | 973             |                 |
| 1991        | 1007            | 986             |
| 2002        | 1242            | 1142            |
|             |                 |                 |

| Etnična sestava po popisu iz leta 2002 | Etnična sestava po popisu iz leta 2002 | Etnična sestava po popisu iz leta 2002 | Etnična sestava po popisu iz leta 2002 | Etnična sestava po popisu iz leta 2002 |
| -------------------------------------- | -------------------------------------- | -------------------------------------- | -------------------------------------- | -------------------------------------- |
| Srbi                                   | Srbi                                   |                                        | 1.127                                  | 98,68%                                 |
| Črnogorci                              | Črnogorci                              |                                        | 3                                      | 0,26%                                  |
| Muslimani                              | Muslimani                              |                                        | 2                                      | 0,17%                                  |
| Bolgari                                | Bolgari                                |                                        | 2                                      | 0,17%                                  |
| Hrvati                                 | Hrvati                                 |                                        | 1                                      | 0,08%                                  |
| Ukrajinci                              | Ukrajinci                              |                                        | 1                                      | 0,08%                                  |
| Slovenci                               | Slovenci                               |                                        | 1                                      | 0,08%                                  |
| Neznano                                | Neznano                                |                                        | 4                                      | 0,35%                                  |